# Kosobudy (Żuków)
Kosobudy – część wsi Żuków w Polsce, położona w województwie podkarpackim, w powiecie lubaczowskim, w gminie Cieszanów.
W latach 1975–1998 Kosobudy administracyjnie należały do województwa przemyskiego.
Do 1 stycznia 1923 Kosobudy należały do powiatu cieszanowskiego.
Wierni Kościoła rzymskokatolickiego należą do parafii Parafia św. Wojciecha w Cieszanowie.